# Costumbres del Antiguo Egipto

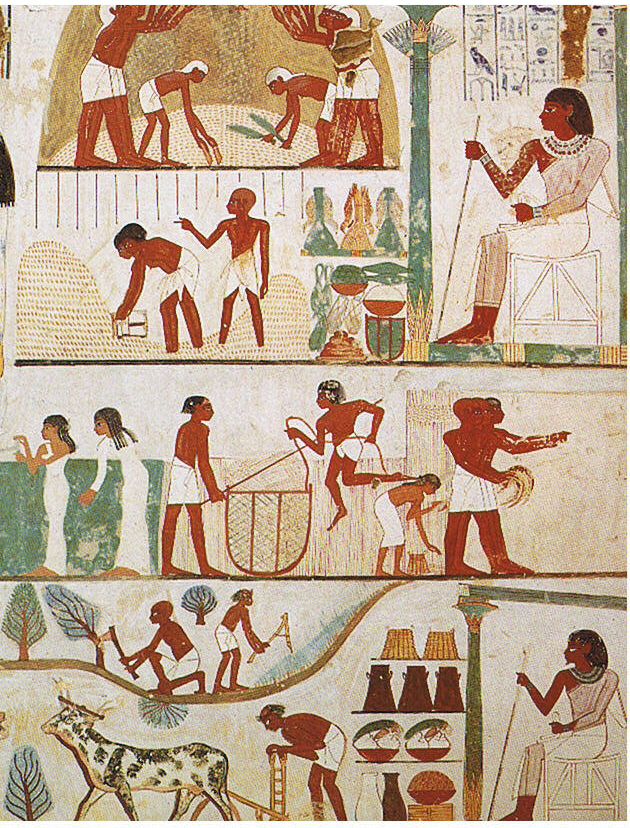
Diversas actividades agrícolas de los egipcios, pintadas en la tumba de Najt.

Las costumbres del Antiguo Egipto, la rutina diaria de los habitantes, las ciudades, los oficios, la economía, todo se derivaba de la agricultura, sus necesidades y sus beneficios. 
Heródoto afirmaba: «Egipto es un don del Nilo», y este impregnó todos los aspectos de la vida, incluida la mitología.
A orillas del Nilo, se consumó la revolución del Neolítico, recolectando, domesticando animales y practicando la ganadería. La observación  de una mayor producción de gramíneas sobre el limo de las crecidas, les llevó a crear un sistema de regadío, lo que trajo la organización de una economía de almacenamiento que ayudó a su vez al desarrollo de las ciencias y las artes:
- Escritura, para administrar los recursos,
- Geometría, para calcular desniveles en las acequias y medir las superficies,
- Álgebra, para distribuir correctamente los caudales,
- Astronomía, para predecir las crecidas del río, y con ella el calendario, para anunciarlas y organizar el trabajo.

|  |

## Organización del Estado

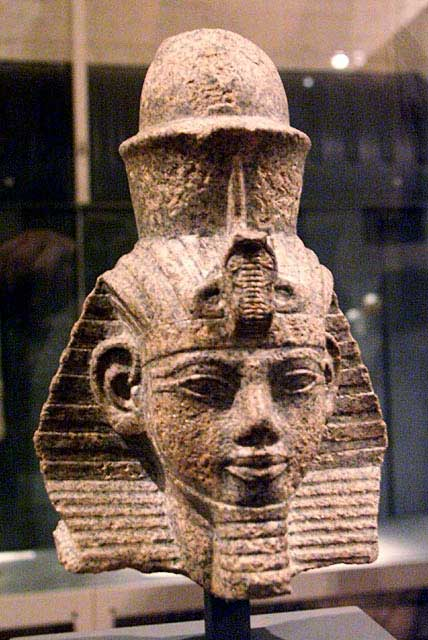
Amenhotep III con las dos coronas

Al ser el Faraón la encarnación del dios Horus en la tierra, desde los tiempos predinásticos se le reconoce un poder absoluto sobre el resto de los mortales, que daban por supuesto que era el dueño de todo Egipto; sus tierras, sus cosechas, las armas e incluso la gente le pertenecía y cuanto ocurría en el país se le atribuía, ya se tratara de buenas cosechas o de una inundación a destiempo del Nilo. Él en persona nombraba visires, sacerdotes, generales y demás altos cargos.
La unificación del Alto y Bajo Egipto en época de Narmer marcó el inicio de la cultura egipcia, pero nunca se olvidó la primitiva división. Durante mucho tiempo hubo dos administraciones y cuando se fusionaron mantuvieron una serie de símbolos que lo recordaban, sobre todo en el ritual regio. El más conocido, la doble corona.
Como dueño absoluto de la tierra, el faraón tenía derecho a recibir sus frutos, aunque algunas veces cedía tierras a los templos (que llegaron a controlar inmensas propiedades) o a particulares, bien como pago de un cargo, en cuyo caso volvía a la propiedad real al cesar el funcionario (caso de los gobernadores locales), o como premio condicionado, por ejemplo a veteranos siempre que un hijo sirviera en el ejército. En los tiempos de debilidad real nadie recordaba lo pactado y las tierras se volvieron hereditarias. Pero en cualquier caso, faraón, sacerdotes o nobles subarrendaban a campesinos con experiencia. La recaudación de impuestos movilizaba gran cantidad de funcionarios, y para controlarlo todo se hacían frecuentes censos, pagando cada uno con parte de su trabajo, grano, animales o productos artesanos. 
Una consecuencia directa de la divinidad del rey fue el gran poder de los sacerdotes por él nombrados personalmente para representarle en el culto.

## Religión

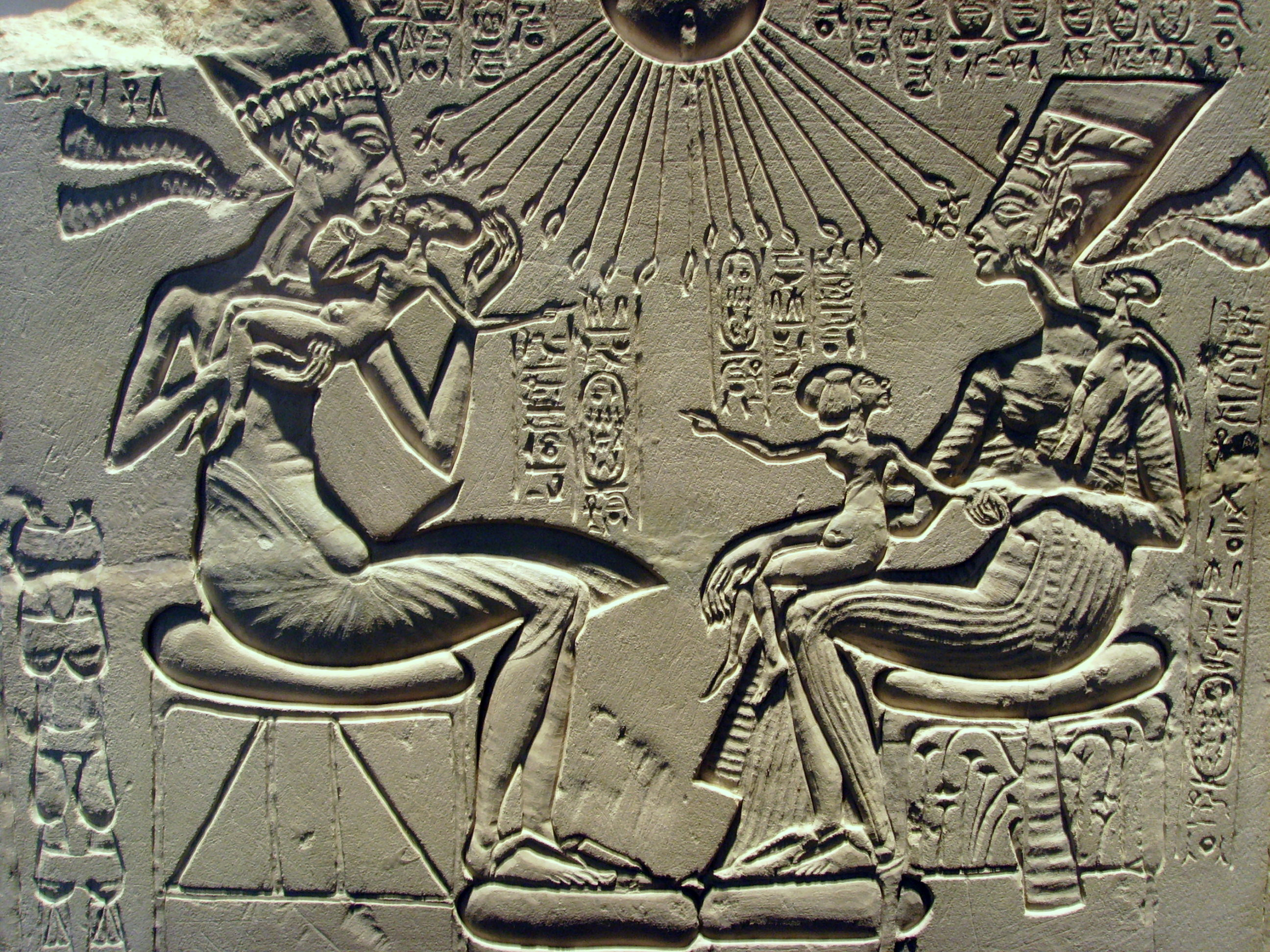
Ajenatón y su familia, presididos por el dios solar Atón

Los dioses tenían una apariencia antropomorfa, aunque unida a otros elementos tomados de los animales, que querían representar los poderes del dios. Siguiendo las relaciones familiares, tan importantes para los egipcios, eran agrupados en tríadas familiares. De esta manera eran más fáciles de recordar e identificar.
Cada uno de los dioses estaba a disposición del mundo terrenal en lo más profundo de los templos, encarnado en una estatua que el faraón, o en su defecto el sacerdote, debía atender cada día.
Amenhotep IV proclamó la abolición de los dioses a favor de uno solo, Atón (una de las múltiples advocaciones de Ra), pero no tuvo éxito: el faraón se autoproclamó como el único intermediario entre Atón y la humanidad, anulando prácticamente al sacerdocio, y las reacciones no se hicieron esperar, y su monoteísmo no duró. Después de su muerte, su hijo (el futuro Tutankamon, que murió muy joven y del que se hallaron sus restos en perfecto estado) fue educado y utilizado por la casta sacerdotal para restablecer el culto de todo el panteón.
Alcanzar la proximidad del dios y llegar a ser uno de ellos era el máximo anhelo del egipcio para su vida tras la muerte. Esta unión se realizaba siempre que el difunto hubiera pasado con éxito el Juicio de los Muertos y si tenía un cuerpo incorrupto que pudiese alojar su alma. De hecho, uno de los peores castigos era arrojar los cadáveres al agua o al fuego, como ocurrió con los cómplices del golpe de Estado intentado por el Príncipe Pentaur.

### Embalsamamiento
Para los antiguos egipcios en la Duat se reunían el cuerpo, jat, y el espíritu que comprendía tres principios: 
Aj, lo inmortal, que representa la esencia divina, y que abandona el cuerpo tras la muerte para unirse a los dioses.
Ka, la energía vital continúa viviendo una existencia ficticia en el sarcófago, necesitando víveres, o se introducía mediante conjuros mágicos en una estatua que representaba al difunto. Disponía de los ‘’Ushebti’’, o estatuillas de servidores que debían ayudar en los trabajos que los dioses ordenaran al difunto. En otra definición el Ka es concebido como la parte individual, diferenciadora del espíritu de cada ser humano, o como ego humano vital, simbolizada como la mano levantada hacia lo alto, soltando la luz interior de esa vitalidad pues ya no la necesita en el 'Más Allá'.

Ba, lo espiritual. Abandona el cuerpo por el día, aunque debe regresar a él al anochecer para no ser devorado por espíritus malignos. También podría ser destruido debido a los pecados del difunto. Mientras el Ba para salvarse sigue los pasos marcados por el Libro de los Muertos reproducidos en la tumba, el cuerpo era salvado mediante el proceso de momificación. Según otras versiones del papiro del Libro de los Muertos, el Ba está representada por un ave, y simboliza la Mente Penetrante en vínculo con la Divinidad y que a veces se confunde con el Aj.

El desierto, donde se enterraban los cadáveres, posiblemente jugó un importante papel en esta creencia en la inmortalidad: 

’’En tiempos predinásticos, los egipcios enterraban a sus muertos desnudos y en posición fetal, en fosas superficiales excavadas en la arena del desierto. La arena seca y caliente desecaba lentamente el cuerpo, a la vez  que evitaba su descomposición. Posiblemente alguno de estos cadáveres afloró a la superficie, lo que indujo a pensar que el cadáver se movía, podía vivir y que había vida tras la muerte.’’ –Esteban Llagostera–

## Familia
Aunque la sociedad era muy tolerante, la familia compuesta por una pareja con sus hijos se consideraba el modelo ideal. 

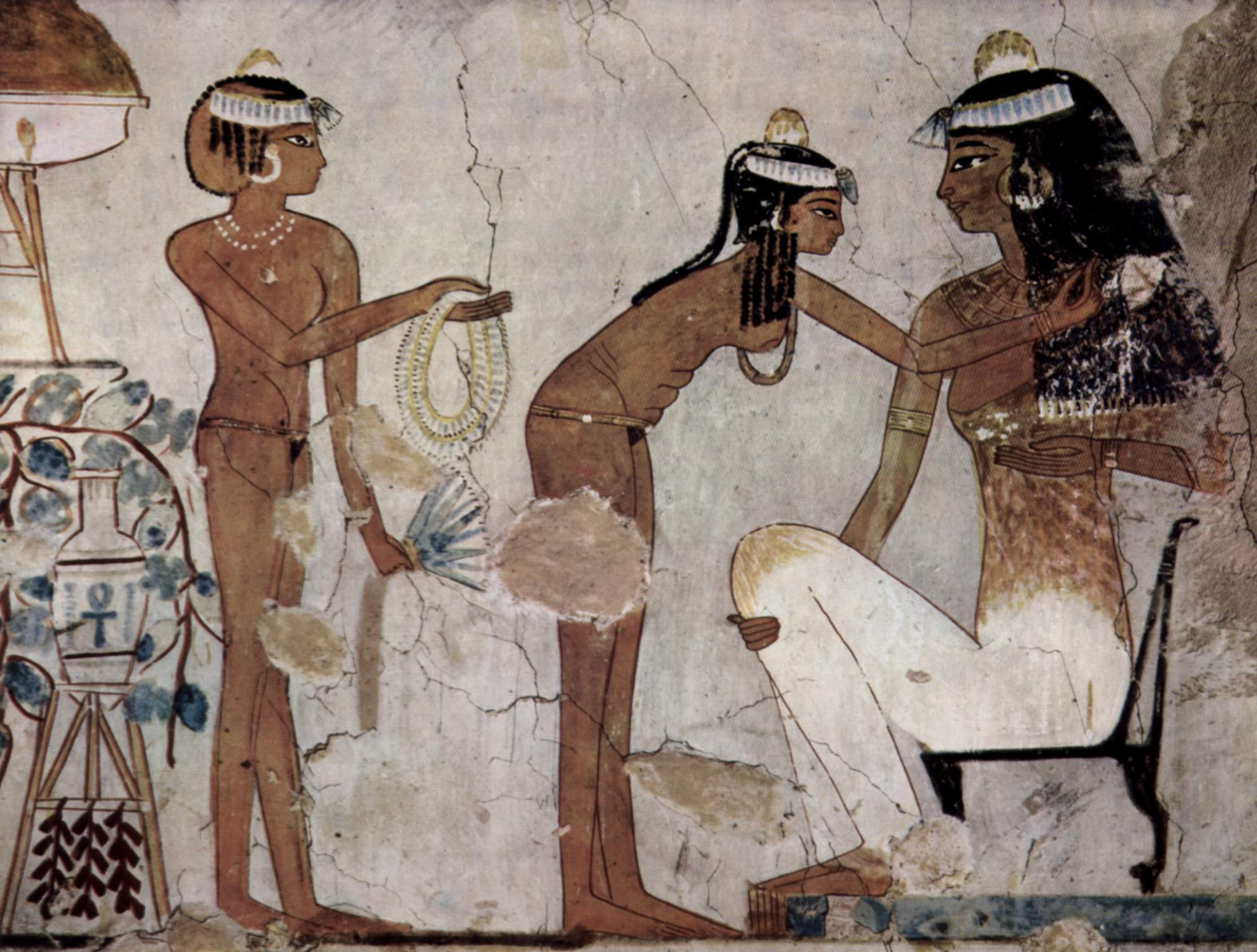
Tocado de una dama.

- La mujer: mantenía su nombre, una cierta independencia e incluso su trabajo: había comadronas, tejedoras, intendentes, o bien colaboraban con el negocio de su marido. Adquirían rango al casarse: nbt pr significa administradora del patrimonio, y en la casa eran las que organizaban todo. Solían prestar mucha atención a su aspecto, mimando especialmente el peinado y maquillaje. En las pinturas que nos han llegado, mientras la piel de los varones se representa morena, la de las mujeres de clase alta es de tono más pálido. Ello servía para indicar su alto status y para indicar tanto que permanecían resguardadas del sol en la casa, como que podían pagarse los cosméticos. Otras versiones (discutibles) indican que era un símbolo de pureza, belleza y de inactividad con respecto a los hombres, a los que se les representaba siempre con un tono más oscuro de piel.

- Matrimonio: comenzaba por lo general cuando la pareja se iba a vivir junta, ellas entre 12 y 14 años, ellos sobre los 16, sin ningún tipo de sanción oficial, salvo la firma de un contrato privado en el que se detallaban los bienes de cada uno: la boda se celebraba en familia porque era un asunto privado. La monogamia o la poligamia eran una cuestión práctica, sin trascendencia jurídica o moral: al tener la esposa e hijos derecho aparte del patrimonio del marido, esta cuestión influía en la decisión de tener o no una segunda esposa, o que esta fuese una esclava.

- Divorcio: era también cuestión privada, podía ser solicitado por cualquiera de los cónyuges, por motivos tan amplios como el adulterio, la esterilidad e incluso la fealdad de la esposa. Si previamente se habían delimitado los bienes de los dos cónyuges en el contrato privado realizado por un escriba, ella podía recuperar los suyos, y si no poseía nada, siempre podía volver con sus padres.

- Sexo: había una gran libertad, como se refleja en numerosos escritos y en la moda: las mujeres (a excepción de las reales, que se tapaban para no tomar el sol), al igual que los hombres iban con el torso desnudo en la primera época aunque había empleos en que iban desnudos: carniceros, marineros, sirvientas, etc. Las relaciones no estaban controladas, el incesto era habitual en la familia real y ni siquiera el adulterio de la mujer estaba penado, en el peor de los casos le costaba un divorcio, aunque en algunos papiros se relatan casos de pedradas ante el adulterio de la mujer. El único tabú era el considerar la menstruación impura, al extremo de dispensar a ciertos trabajadores de acudir a su puesto durante los días en que la tenía su esposa.

- Hijos: eran deseados, aunque debido a la alta tasa de mortalidad de las mujeres en el parto, se usaban anticonceptivos para evitar embarazos seguidos. Los niños eran mimados y educados sin distinción de sexo y muchos aprendían a leer y escribir. Los hijos de familias nobles asistían a la escuela de la Casa Jeneret, la casa de la reina.

### Vestimenta
Al principio usaban diversas fibras de juncos y cañas además del lino, cuyo uso se generalizó luego por la creencia de que era más puro. Había cuatro tipos: Lino real, tela útil fina, tela sutil y tela lisa. El color preferido era el blanco, aunque llevaba algunos dibujos en los bordes.
Los hombres vestían una falda corta, sujeta a la cintura por dos extremos cruzados, llamada schenti.
Las mujeres de clase alta llevaban un vestido largo y ceñido, llamado kalasiris, de una pieza y sujeto con dos tirantes que les cubrían los senos. También llevaban una especie de capa corta cubriendo los hombros, para evitar el sol. 
En la última época o período nuevo, la vestimenta cambió ostensiblemente, en particular para las mujeres, debido al concepto de impudicia femenina que se introdujo a través de las dinastías ptolemaicas (de origen griego). Ello produjo como consecuencia, que las mujeres fuesen progresivamente tapando sus cuerpos.
Los obreros iban desnudos o con un taparrabos, y las mujeres trabajadoras llevaban ropas amplias, aunque algunas iban desnudas también.
También es digno de mención que la realeza y los escribas reales iban siempre depilados en todo el cuerpo (tanto hombres como mujeres), pues el pelo y el vello corporal (incluyendo las cejas), dicen algunos autores que les alejaba de la divinidad, pues era el símbolo de la materia o materialización. Aun así, se encuentran casos como el del escriba real Imhotep, que han aparecido representados con bigote o con pequeñas barbas.

### Alimentación
Heródoto nos dice que los obreros comían cebollas y ajos, pero es seguro que también tomarían pan y cerveza, ya que se les pagaba en trigo y cebada.
Por las pinturas, relieves y ofrendas se sabe que les gustaban las aves, el pescado, y las frutas, ya que aparecen en la mesa del Faraón. En las tumbas se han encontrado aves y pescados en salazón y carne de buey momificada. La carne que pudiesen comer sólo provenía de sacrificios, o como ofrendas de diplomacia a las representaciones de otros países que venían a hacer diferentes tratos comerciales y de toda índole. Aunque consta el uso de dátiles para la alimentación, la cocina egipcia no se limita a ello, ni al orden occidental típico de primer plato, segundo plato y postre. En varias tumbas egipcias se han encontrado ánforas de miel (todavía comestible a pesar de tener más de cinco mil años de edad), y varios huesos de frutas como dátiles, cítricos (posiblemente importados) y otros.

## Enseñanza

### Casa de la Vida

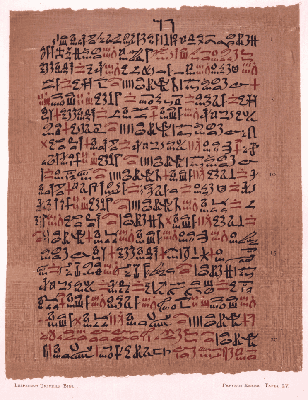
Papiro Ebers.

Casa de Vida (en egipcio: Per Anj) era el nombre dado a la institución existente en el Antiguo Egipto dedicada a la enseñanza en su nivel más avanzado, funcionando igualmente como biblioteca, archivo y taller de copia de manuscritos. Las Casas de Vida eran accesibles sólo a los escribas y a los sacerdotes. No se conocen muchos pormenores sobre esta institución, pero se sabe que surgió en la época del Imperio Antiguo. Tendía a ser sede del palacio real, pero funcionaba en una parte del templo o en un edificio situado dentro del área a este dedicada. Probablemente cada ciudad de dimensión media tendría su Casa de Vida, conociéndose la presencia de estas instituciones en localidades como Amarna, Edfu, Menfis, Bubastis y Abidos. 
En Amarna la Casa de Vida estaba formada por dos salas principales y sus anexos, uno de ellos era la casa del director de la institución. Entre las enseñanzas impartidas se encontraban las de medicina, astronomía, matemática, doctrina religiosa y lenguas extranjeras. El conocimiento de estas últimas se hizo importante durante el Imperio Nuevo debido al cosmopolitismo de la era, marcada por el dominio de Egipto sobre una vasta área que iba de Nubia hasta al río Éufrates. 
Los escribas que trabajaban en las Casas de Vida tomaban títulos como "Servidores de Ra" o "Seguidores de Ra". Ra era el dios solar egipcio, aquel que daba la vida; así, el título estaba asociado a la idea de que los escribas serían ellos mismos transmisores de vida. Las Casas de Vida se encontraban también asociadas a Osiris, dios del renacimiento. Se creía que el acto de copiar textos ayudaría al dios a renacer todos los años en su festival.
En estas casa de vida también funcionaban unos establecimientos que podrían ser considerados una especie de sanatorio.

### Casa Jeneret
La Casa Jeneret era una dependencia de la casa de la reina, donde se educaban las damas de la corte en muchos aspectos, pero sobre todo se instruían en música y danza, aprendiendo a tañer el arpa, el laúd, o la flauta. Sus danzas rituales y melodías apaciguaban a las divinidades y el ambiente de armonía regocijaba a todo el mundo.
Una importante actividad que se realizaban en las escuelas de la Casa Jeneret era la confección de vestidos, y elaboración de útiles de belleza y aseo, pues disponían de talleres de alfarería, tejidos, y carpintería. 
La jerarquía dependía de la Gran Esposa Real, y tenía a su cargo a los funcionarios que trabajaban para los talleres, los administradores y los sirvientes. La directora llevaba el título de Sehpset "la venerable", de las demás mujeres, las pertenecientes a la nobleza tenían el de Ornato Real.

## Agricultura
Numerosas pinturas en templos y tumbas nos han dejado constancia tanto de los esfuerzos dedicados a la agricultura, columna vertebral de la economía, (Los faraones se preocuparon de realizar costosas obras de canalización para domesticar al Nilo) como del trabajo del campesino.
Las primeras canalizaciones datan del 3500 a. C., y en 1830 a. C. se establece el primer plan de regadíos en el Bajo Egipto que garantizará en el futuro reservas de agua para permitir los cultivos en la estación seca.

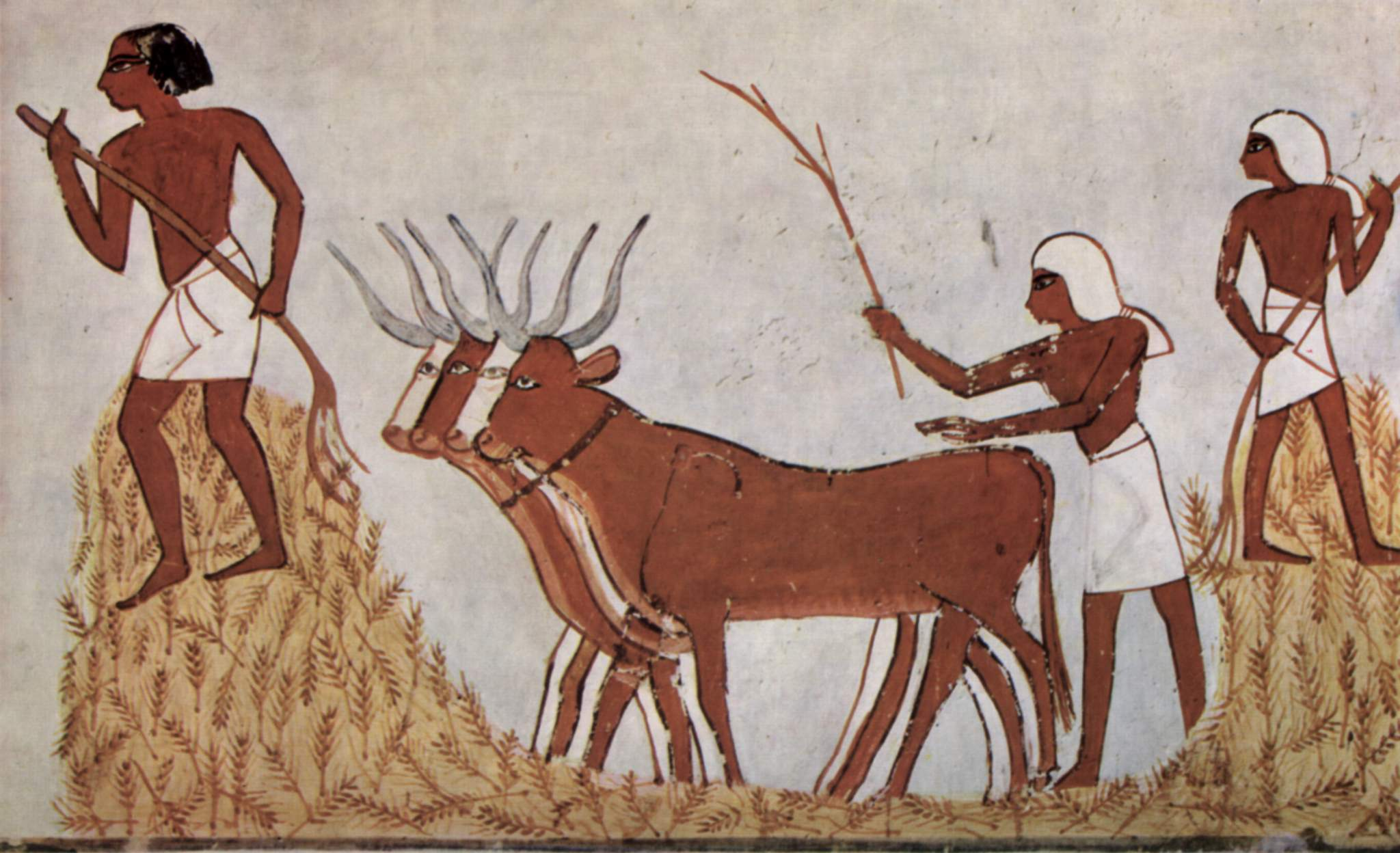
Faenas de recolección.

La tierra fue al principio propiedad real, pero  sucesivas donaciones reales derivaron en un régimen latifundista en el que se arrendaban las parcelas a distintas familias. Normalmente, los contratos eran anuales y se renovaban si no había incumplimiento, de forma que eran heredables por los hijos. La estabilidad económica hizo que no variaran las condiciones en 3000 años: fuera buena o mala la cosecha, al arrendador o al recaudador de faraón habían de entregarse 7 u 8 khar (86 litros de grano) por cada arura (0'25 ha). 
Se cultivaba principalmente trigo, cebada, lino, higos, cebolla, lechuga, y recibió especial cuidado la vid, mimando el vino, del que se indicaba en el ánfora procedencia, año de cosecha, y nombre del viticultor, y era muy apreciado. Con la cebada se preparaba la cerveza, barata y abundante. 
Los árboles eran escasos, por lo que estaba totalmente prohibido cortarlos sin permiso real. Generalmente los frutales estaban en los jardines privados de las familias ricas.

## Economía
La economía del antiguo Egipto estaba totalmente intervenida. El Estado controlaba la agricultura, era propietario de las minas, repartía los alimentos, recaudaba impuestos y controlaba el comercio exterior.

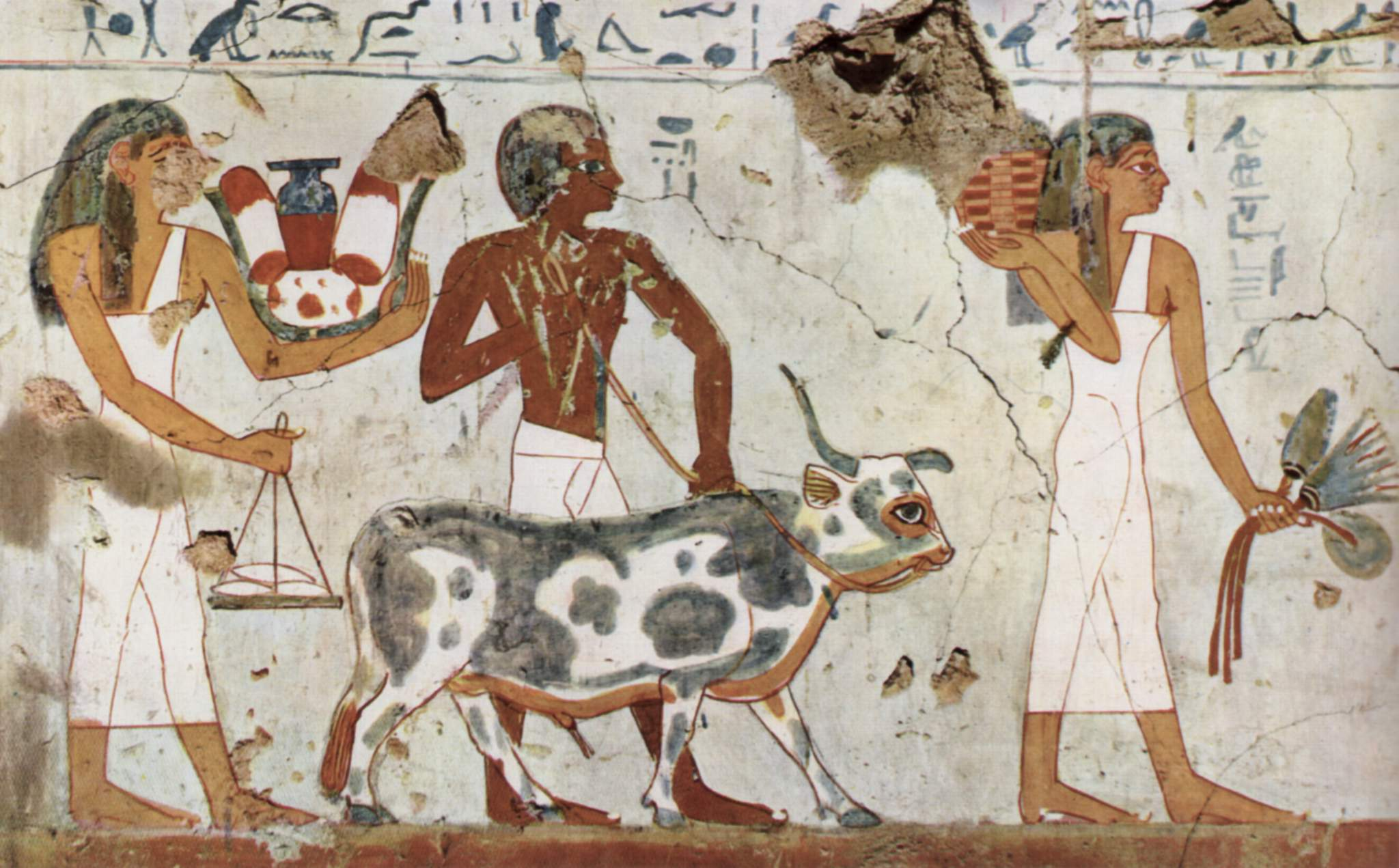
Entregando los impuestos

La riqueza provenía de los excedentes agrícolas: nada más recoger la cosecha, los productos y las cabezas de ganados “cobrados” como impuestos eran llevados a los silos de los respectivos organismos, verdaderos núcleos de toda la organización egipcia. Estas infraestructuras de almacenaje eran de vital importancia ya que servían para conservar los excedentes durante la estación de la crecida. Durante las diferentes etapas del Antiguo Egipto presentaron diversas morfologías. En el Imperio Antiguo estos silos tenían formas cónicas con una abertura en su extremo superior para verter el contenido. En el caso de que fueran demasiado altos se habilitaban escaleras auxiliares para facilitar la descarga. Estas estructuras fueron sustituidas en el Imperio Medio por edificios cuadrangulares con varias aberturas en el tejado que constituían en sí mismos silos. Por último existía un último tipo de granero exclusivo para el almacenaje de semillas de siembra que se diferenciaba del resto por su forma trapezoidal. Rigurosamente administrados por escribas especializados, los almacenes tenían varias funciones:
- Acumular reservas para tiempos de escasez.
- Pagar los salarios de todo empleado (obrero, artesano o funcionario) al servicio del Faraón, templo o noble responsable del almacén.
- Distribuir las simientes para la siguiente siembra.
- Vender los excedentes al exterior.

Otras materias primas:

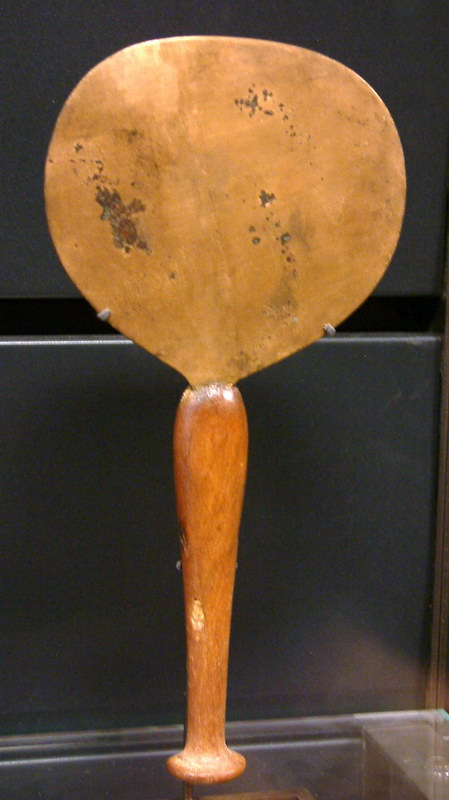
Espejo de cobre

- Piedra: sacada de las canteras del país y empleada en templos, muelles, tumbas o canales.
- Adobe: creado a partir de paja y barro del Nilo y destinado a la edificación de viviendas y la alfarería;
- Madera: importada del Líbano, era empleada para barcos y sarcófagos.
- Cobre: procedente de las minas del Sinaí, servía para la fabricación de herramientas y armas.
- Hierro: importado del Imperio Nuevo, su uso se extendía desde las herramientas y útiles, hasta las armas y maquillajes.
- Metales nobles: el oro era muy abundante, no así la plata, que había que importar y alcanzaba un precio superior.

Egipto carecía de moneda (se pagaba con sacos de grano o con cobre) y en la vida cotidiana se usaba el trueque, valorado en unidades estándar:
Khar: 65 kg de grano,
Deben: 90 g de cobre,
shat: 7 g de oro,
seniu: 9 g de plata.
La estricta maquinaria estatal, que intervenía en todos los asuntos, y el almacenamiento de excedentes impidió que se aplicaran las leyes de la oferta y la demanda, evitando diferencias de precios y consiguiendo 30 siglos sin inflación.

## Medicina

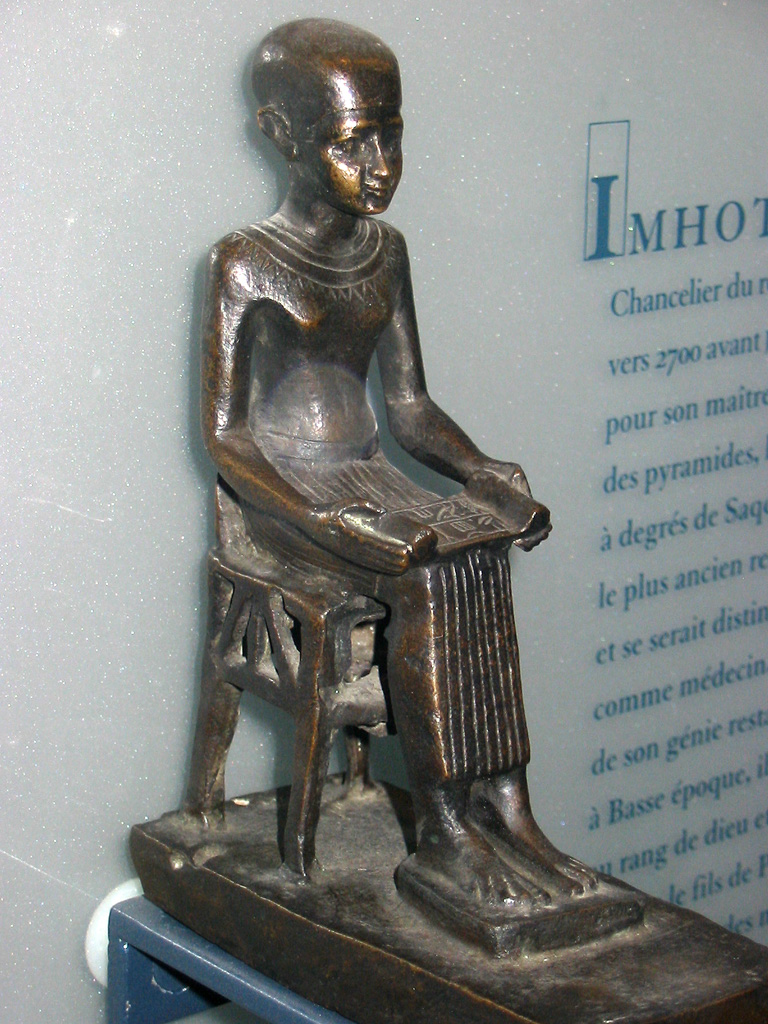
Imhotep, médico.

Surgió como en otras partes del mundo, con la observación del efecto que algunas plantas tienen sobre el ser humano: sanan, curan o matan. Dada la tendencia del egipcio a estudiar todos los fenómenos naturales, pronto surgió un cuerpo médico que alcanzó un gran prestigio, incluso en el extranjero. Heródoto relata: 

La medicina está dividida de esta manera: cada médico cuida una enfermedad y no más. Todo está lleno de médicos, pues unos lo son de los ojos, otros de la cabeza, otros de los dientes o de la región abdominal; y otros de enfermedades inciertas (medicina interna). Tierra fecunda que produce gran cantidad de drogas: unas son remedio, otras, veneno. País de médicos, los más sabios del mundo.

 Había especialistas en medicina del trabajo, por la urgencia de poner de nuevo al obrero a trabajar, obrero al que se atendía de forma gratuita. Otras especialidades relevantes eran la Ginecología, debido a lo importante que eran los hijos, y la Cirugía. La medicina se enseñaba en la Casa de la Vida adscrita a los diferentes templos.

## Ejército
Egipto era un enclave protegido por la naturaleza: ésta le proporcionaba un río que le daba vida, y más allá el desierto que hacía imposible una invasión, al menos hasta el Imperio Medio cuando las fronteras se revelaron poco seguras y los faraones decidieron actuar en el exterior, luchando por Siria y Canaán, enfrentándose así a otros imperios. Se hizo entonces imprescindible un ejército organizado. 

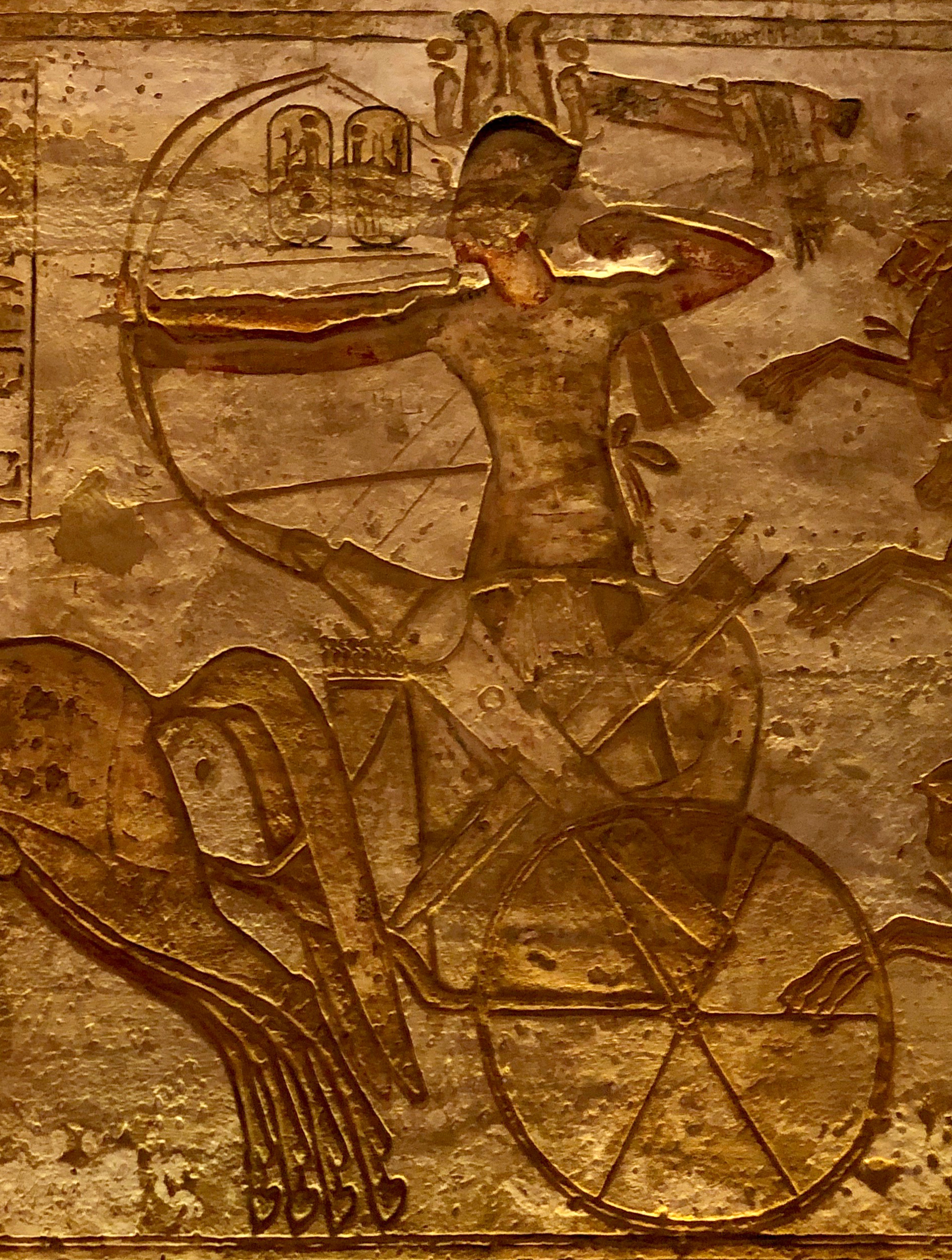
Ramsés II en Qadesh

En el Imperio Antiguo, el ejército se denominaba mesha, cuya traducción viene a ser “agrupación de fuerzas”: y efectivamente, eso era, unos grupos que se reunían en caso de necesidad para apoyar a pequeñas unidades permanentes. Este ejército tenía entre sus funciones la protección de fronteras y del comercio marítimo, pero también la realización de todo tipo de trabajos públicos. 
Durante el Primer Periodo Intermedio y a consecuencia de la inestabilidad, los distintos gobernadores crearon ejércitos privados, y comenzó una práctica que se hizo habitual: el empleo de fuerzas mercenarias extranjeras.
Ya en el Imperio Nuevo, tras la derrota de los hicsos, la dinastía XVIII comienza una serie de campañas militares y conquistas para las cuales el ejército necesitó una elaborada organización. Los hicsos habían introducido el caballo y el carro de guerra, cuyo uso quedó restringido al faraón y los nobles, y estos cuerpos de élite quedaban encuadrados en Divisiones de infantería, que constituían la principal masa de combatientes. Cada una iba mandada por un general y recibía el nombre de un dios; estaban divididas en batallones y estos en compañías formadas por unos 200 hombres, repartidos en secciones de 50.
En cuanto al armamento, pinturas y relieves nos han dejado testimonio del uso del arco, carcaj para las flechas y cimitarra, así como lanza, y una maza sustituida posteriormente por un hacha. También llevaban puñal al cinto y un escudo de cuero.
Los mandos estaban formados por miembros de familias de cierta categoría, los únicos que podían acceder a la escuela de oficiales y que conseguían prestigio y fama en la batalla, logrando sus ascensos. La tropa tenía la esperanza de conseguir un terreno  de 3’25 Ha, sin distinción entre nativos y mercenarios, parcela que podían heredar sus descendientes siempre que entre ellos hubiese un varón apto para enrolarse.

## Ciudades

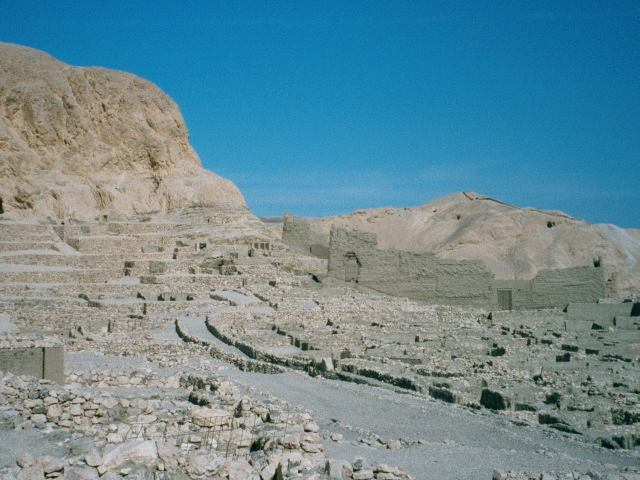
Restos de Deir el-Medina.

Los ciudadanos solían correr alrededor de su templo principal y, a excepción de los centros administrativos o de barriadas con un objetivo preciso (como el barrio obrero de Amarna), no se hacía una planificación previa. En Deir el-Medina las primeras casas carecían de cimientos, mientras que las ampliaciones los tenían en piedra, formando muros que acababan con filas de ladrillos y en Amarna, la ciudad real, los edificios son de piedra con una base subterránea de yeso y grava. No había barrios ricos y pobres, las casas se mezclaban y eran de disposición y tamaño semejante, salvo para los personajes de clase alta. En general, los miembros de una misma familia vivían en un mismo barrio.
Deir el-Medina estaba poblada por los constructores de las tumbas reales. Fue fundada por Amenhotep I alrededor de 1560 a. C. y abandonada repentinamente durante el reinado de Ramsés XI hacia el 1085 a. C., lo que ha facilitado su estudio a fondo. En tiempos de Thutmose I, constaba de unas 40 viviendas familiares, rodeadas de una muralla. Sucesivas ampliaciones la llevaron a tener 70 casas intramuros y unas 50 en el exterior en la época de su apogeo durante el reinado de Ramsés II, al trasladar la capital desde Tebas al delta y abandonar la necrópolis tebana.
Desde la puerta de la muralla partía una calle que atravesaba todo el poblado, y que con otras cuatro distribuía las viviendas. Gracias al basurero cercano, donde se ha recogido gran cantidad de ostraca, los trozos de cerámica que se usaban para escribir ya que el papiro era difícil de obtener, se han podido conocer los diferentes aspectos de la sociedad. Incomprensiblemente, las basuras se eliminaban arrojándolas tras la muralla y cuando el montón era excesivamente alto se quemaban.

## Viviendas
Las primeras viviendas  que conocemos datan del Periodo Predinástico: construidas con paredes de adobes y el techo de troncos cubiertos por hojas de palmera y barro, eran casas sencillas, pequeñas, semisubterráneas y con el techo inclinado, muy parecidas a las actuales. Incluso la técnica permanece inalterada, con los bloques de barro y paja secándose al sol, material frágil en el tiempo, que no nos ha dejado restos arqueológicos, al contrario que las tumbas o los templos: los vivos no necesitaban construcciones eternas, sólo los dioses y los difuntos eran merecedores de ese privilegio. Sólo quedan restos de Amarna, Deir el-Medina y poco más.

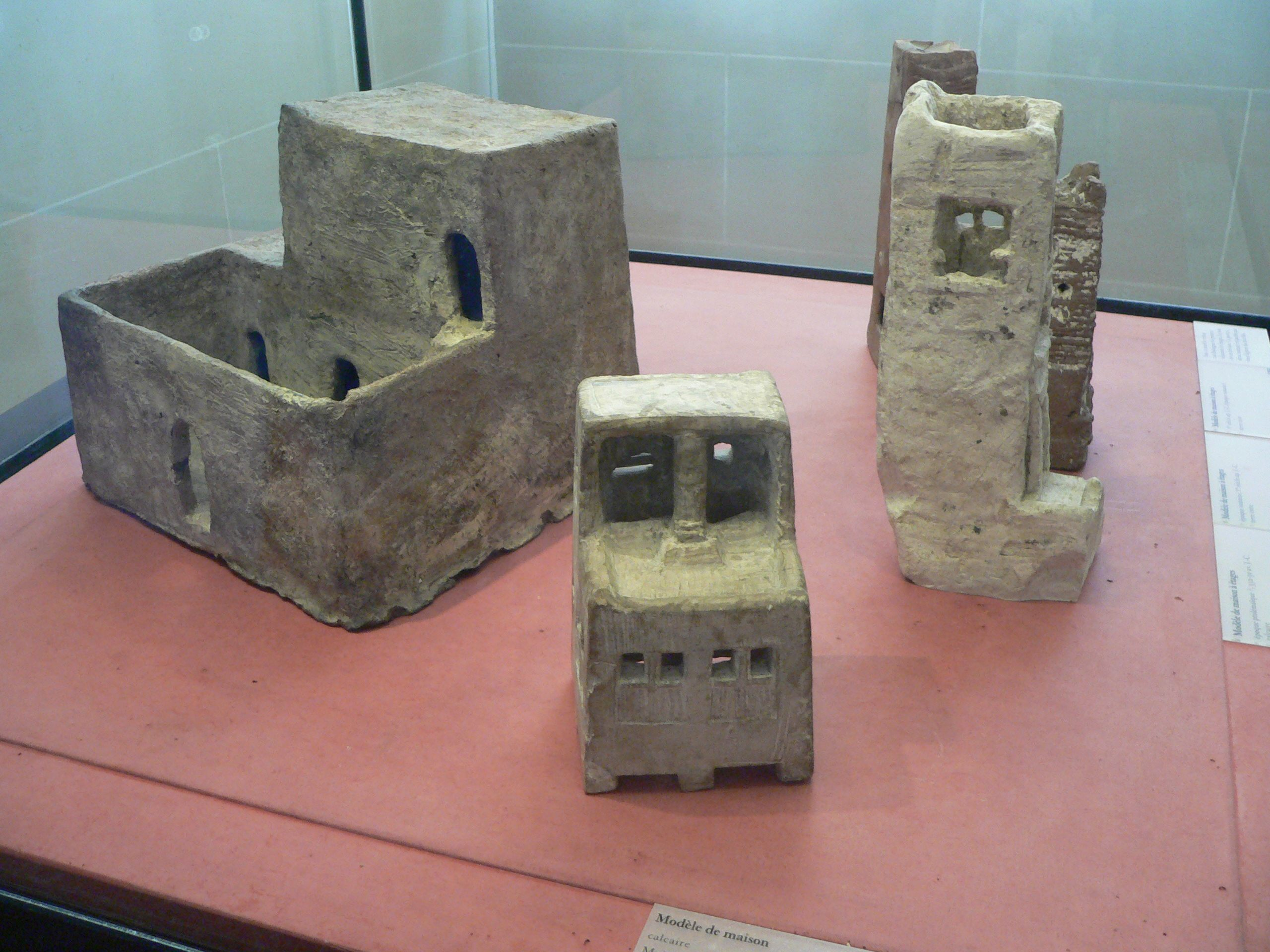
Maquetas de viviendas.

Podemos hacernos una idea de cómo eran las casas de la clase alta por las maquetas, sobre todo del Imperio Medio que reyes y nobles colocaron en sus tumbas durante el Imperio Antiguo, aunque a partir del Imperio Nuevo sólo se encuentran representaciones en papiros o pinturas. También se ha encontrado mobiliario, ajuar, juegos de mesa y herramientas. Las casas de los ricos eran mayores, o bien unían dos, por lo que tenían más habitaciones, cochera, jardines, fuentes, huerto e incluso baño (el retrete era un recipiente de piedra con tapa), y estaban decoradas con frescos.
Una residencia estándar cobijaba de cinco a diez personas, padres con sus hijos, a veces de distintas madres porque la mortalidad era alta y los divorcios frecuentes. Las casas se pintaban de blanco y las habitaciones estaban en línea, unas detrás de otras ocupando entre 40 y 120 m². Se accedía por una puerta de madera, y en la primera estancia se encontraba un altar, y se guardaban lámparas, jarras, braseros. A continuación se pasaba a la sala principal, iluminada con pequeñas ventanas que podían estar o no protegidas por contraventanas o celosías, y donde podía haber una bodega o recipientes cerámicos. En ella había una columna central de madera, que sujetaba el techo. Unas escaleras llevaban a la bodega, y una puerta daba paso al resto de las habitaciones, si es que las había, que eran almacenes y dormitorios. Se cocinaba en la calle, si la casa era muy pequeña, o en el patio trasero, donde había un horno y un pequeño almacén de grano.

## Clases sociales

### Esclavos

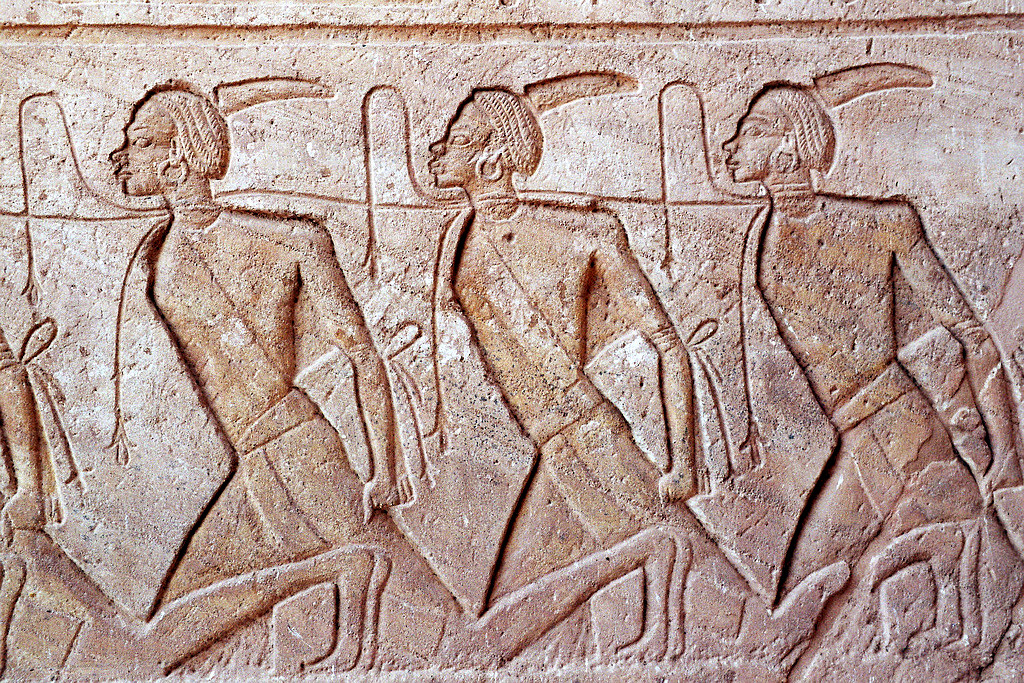
Esclavos nubios representados a la entrada del Gran templo de Ramsés II en Abu Simbel.

Al principio, la línea que separaba  al esclavo del siervo era muy tenue, ya que todo Egipto pertenecía al faraón. Las campañas bélicas victoriosas trajeron multitud de esclavos reales como botín de guerra, por lo que la abundancia hizo que fueran distribuidos entre los templos y los particulares. 
Un esclavo tenía derechos legales, podía conseguir riquezas, y recibía un buen trato, sobre todo los destinados al servicio doméstico. Debían recibir como pago alimentación y alojamiento, pero también una cantidad determinada de telas, ropas y aceite, y podían  comprar tierras o ser mantenidos por su amo. Está documentado en papiros de la dinastía XVIII que algunos trabajadores se vendían a sí mismos, asegurándose así mejores condiciones de vida. Otra cosa era el trato que recibían a manos de sus guardianes los prisioneros de guerra destinados a las minas de Nubia y el Sinaí.

### Agricultores
Regían su vida por las estaciones, que para ellos eran tres: Inundación, Siembra y Cosecha, pero de forma especial por las crecidas del río.

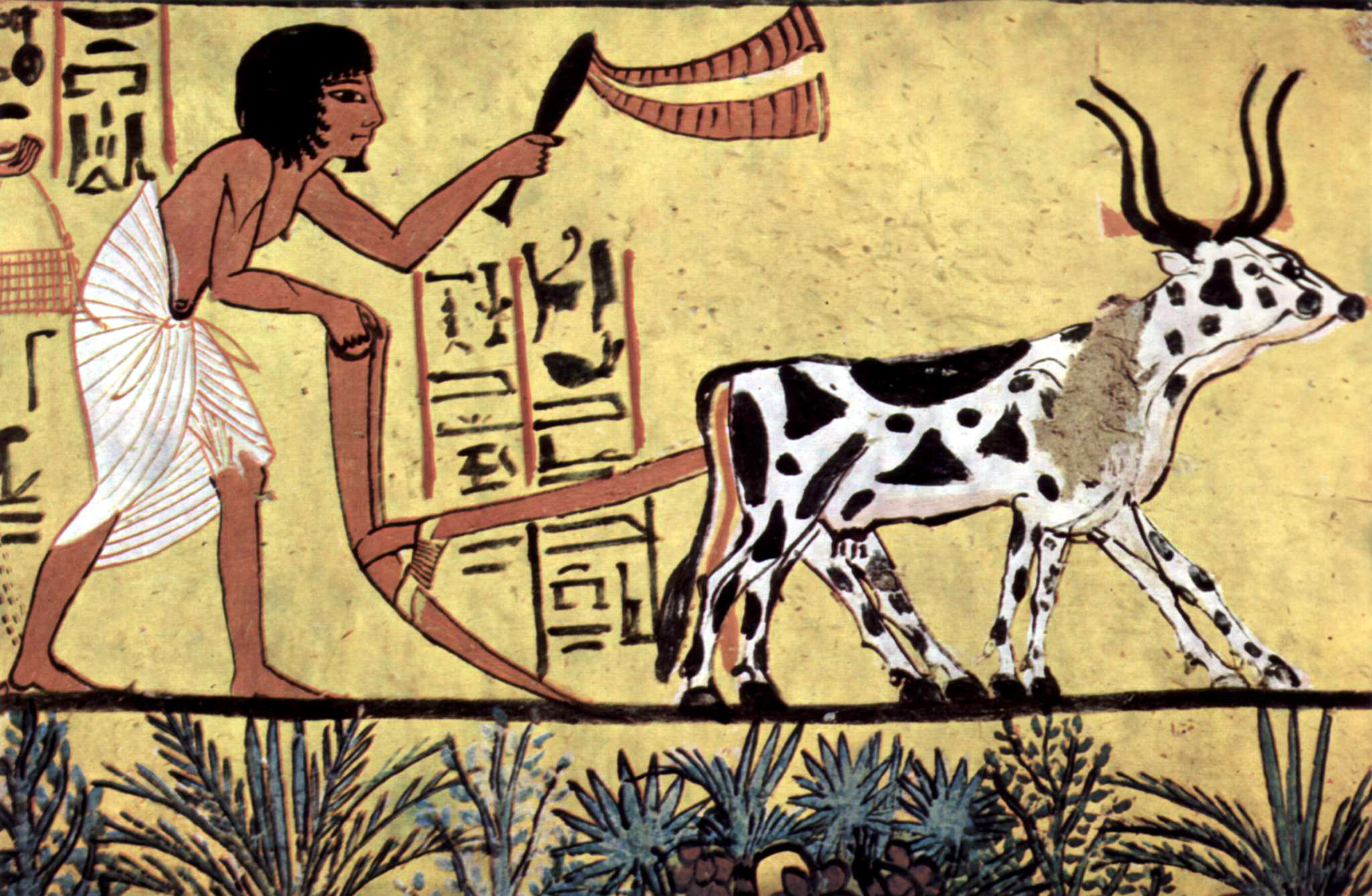
Campesino arando.

Después de que los terrenos inundados afloraran, era necesario volver a medir y señalar las lindes, tarea que realizaban los escribas. Tras esto, el cabeza de familia trabajaba la tierra, llevando un arado de madera del que tiraba una pareja de bueyes dirigidos por un niño, y detrás el resto de la familia sembraba el grano, proporcionado por los almacenes del Estado.
Al terminar, el ganado se soltaba en la parcela para que enterrara con las pezuñas la simiente.
Mientras llegaba la cosecha, se supervisaban los canales de riego y se cuidaba de la ganadería: ovejas y cabras que pastaban cerca del desierto y bueyes y cerdos criados en corrales.
En la siega también participaba toda la familia: el hombre delante con una hoz de madera y pedernal y mujeres y niños detrás recogiendo las espigas. Concluida la recolección, se llevaba la cosecha a la era donde se trillaba con la ayuda de bueyes y se transportaba a los silos públicos. De allí se repartía a funcionarios, esclavos, obreros y se guardaba el excedente para compensar los malos tiempos.
Durante la inundación, los campesinos se dedicaban a la limpieza de los canales de regadío o eran llamados para trabajar en las obras públicas.

### Artesanos

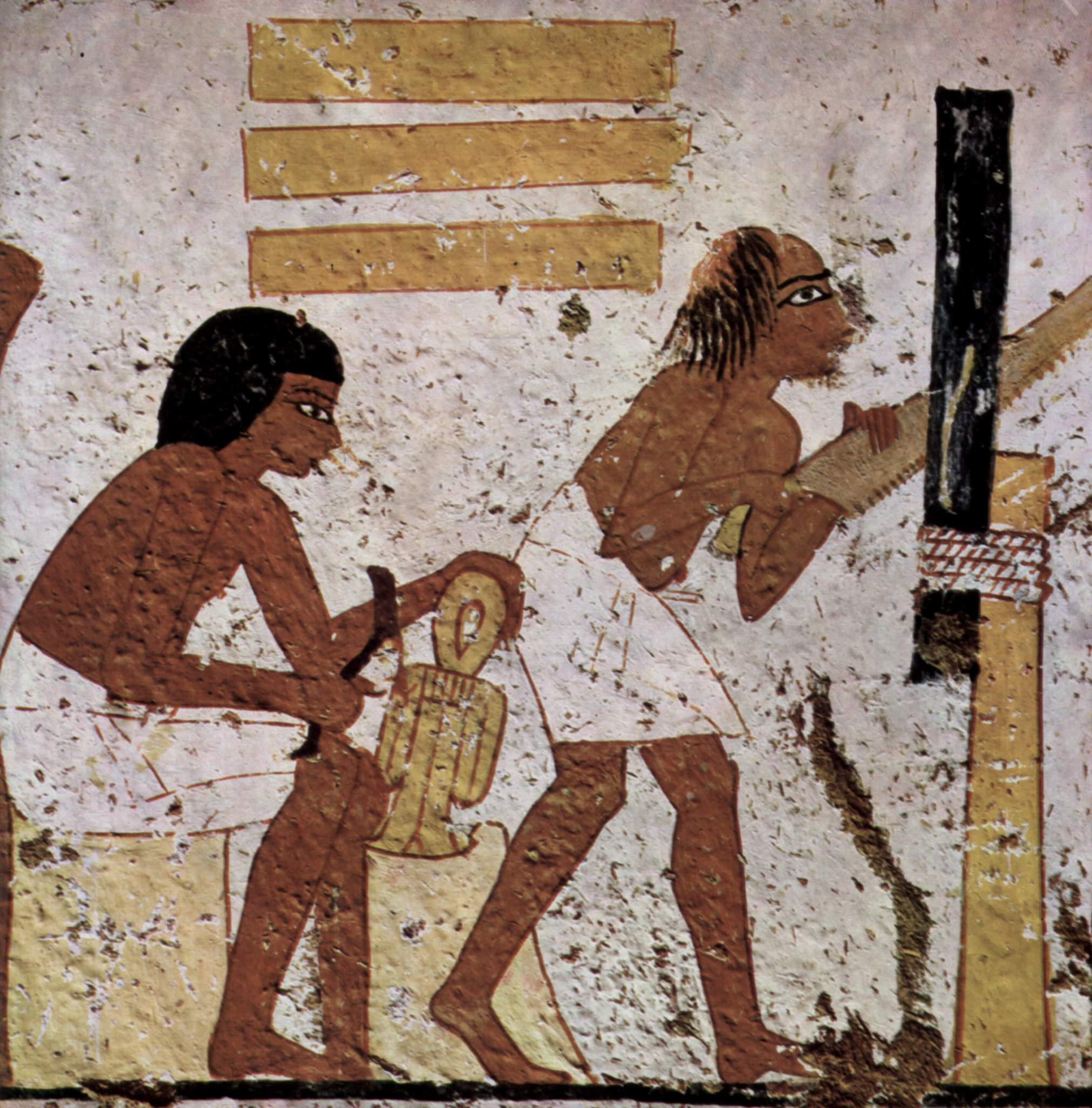
Artesanos.

La gran mayoría trabajaba para el faraón, los templos y los nobles fabricando y decorando sus casas, muebles y tumbas.
Casi todo lo que se conoce sobre ellos procede del estudio del poblado de Deir el-Medina, donde los escribas registraban cualquier detalle. Gracias a ellos se sabe que los obreros cobraban regularmente en grano, y les abastecían de sal, vestidos y herramientas, pero el resto de enseres como muebles o aceite debían comprarlos. El salario era de 5'5 sacos (un saco equivalía a 65 kg) de grano al mes, más o menos 11 deben, y si un litro de aceite o un cuchillo costaban uno o dos deben, sillas o camas llegaban a los 20, y un sarcófago podía oscilar entre 25 y 200, por lo que hacían encargos particulares fuera de horas. 
Algunos practicaban distintos sistemas de ahorro: posponer el cobro mensual tanto como se pudiera para cobrar de una vez, o bien comprar a crédito, algo arriesgado porque de incumplir el plazo el moroso era condenado a pagar el doble. En general, los obreros trabajaban en semanas laborales de diez días seguidos de un festivo, pero hay manuscritos que relatan que durante muy largos períodos de tiempo los esclavos no tenían festivos. Divididos en grupos bajo las órdenes de capataces, trabajaban en jornadas de alrededor de ocho horas, hasta la llegada de la comida y bebida desde el pueblo. En el año 1170 a. C., bajo el reinado de Ramsés III, el retraso en el pago de salarios y el hambre llevó a los obreros de Deir el-Medina a la huelga, logrando sus objetivos.

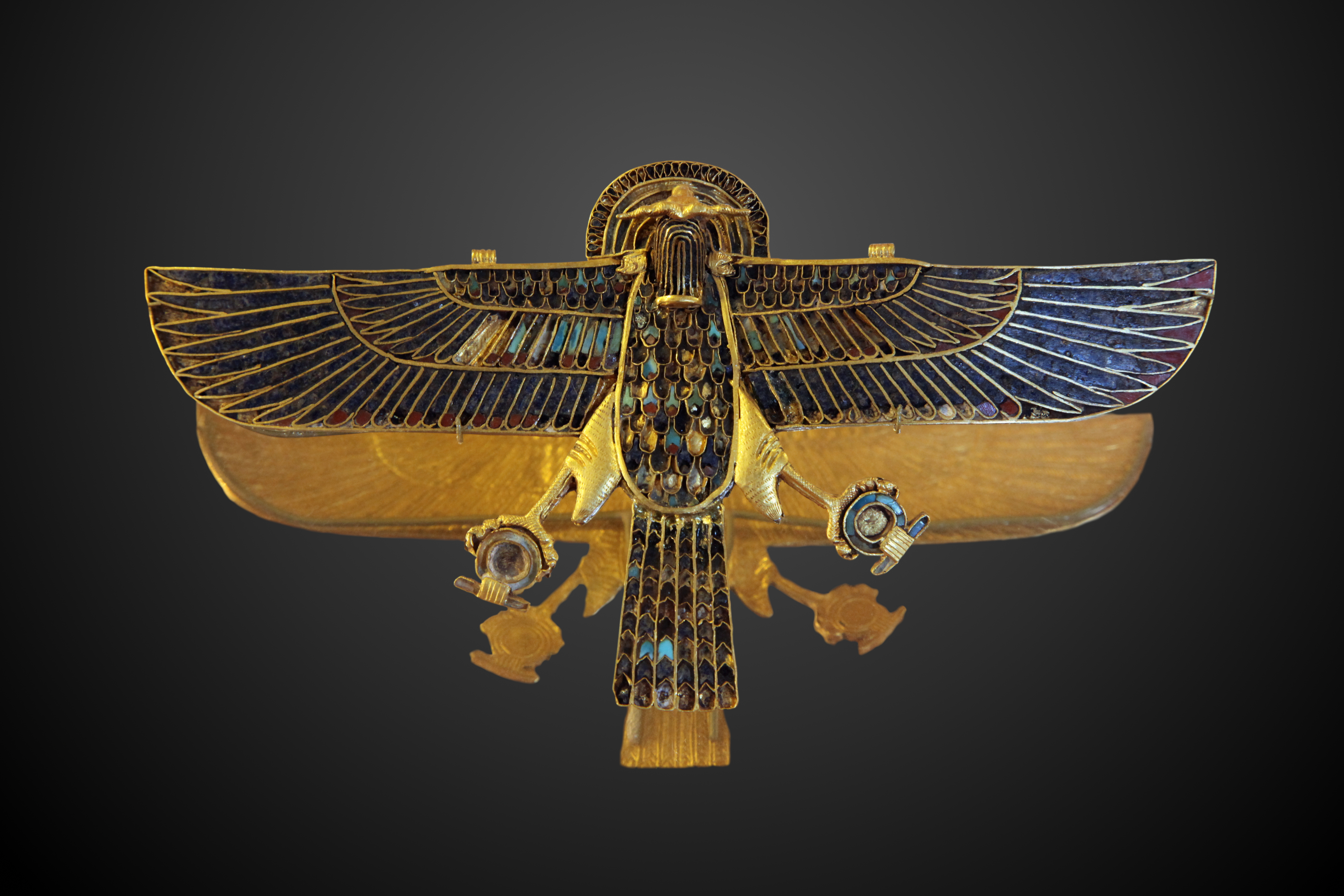
Halcón de oro y piedras preciosas.

La escultura, pintura y la arquitectura estaban reguladas al detalle, siguiendo normas y cánones inalterables. 
La joyería era delicada, elaborada con variados materiales: oro, lapislázuli, turquesa. Estos materiales también se usaban en ebanistería.
La fayenza (loza egipcia) con tonos desde el azul intenso hasta el verde, se conoce desde la época predinástica, así como el vidrio que se usaba tanto en recipientes para ungüentos como en figurillas, abalorios y amuletos.
También elaboraron instrumentos musicales, tejidos de lino, enseres de papiro, etc.

### Canteros y mineros

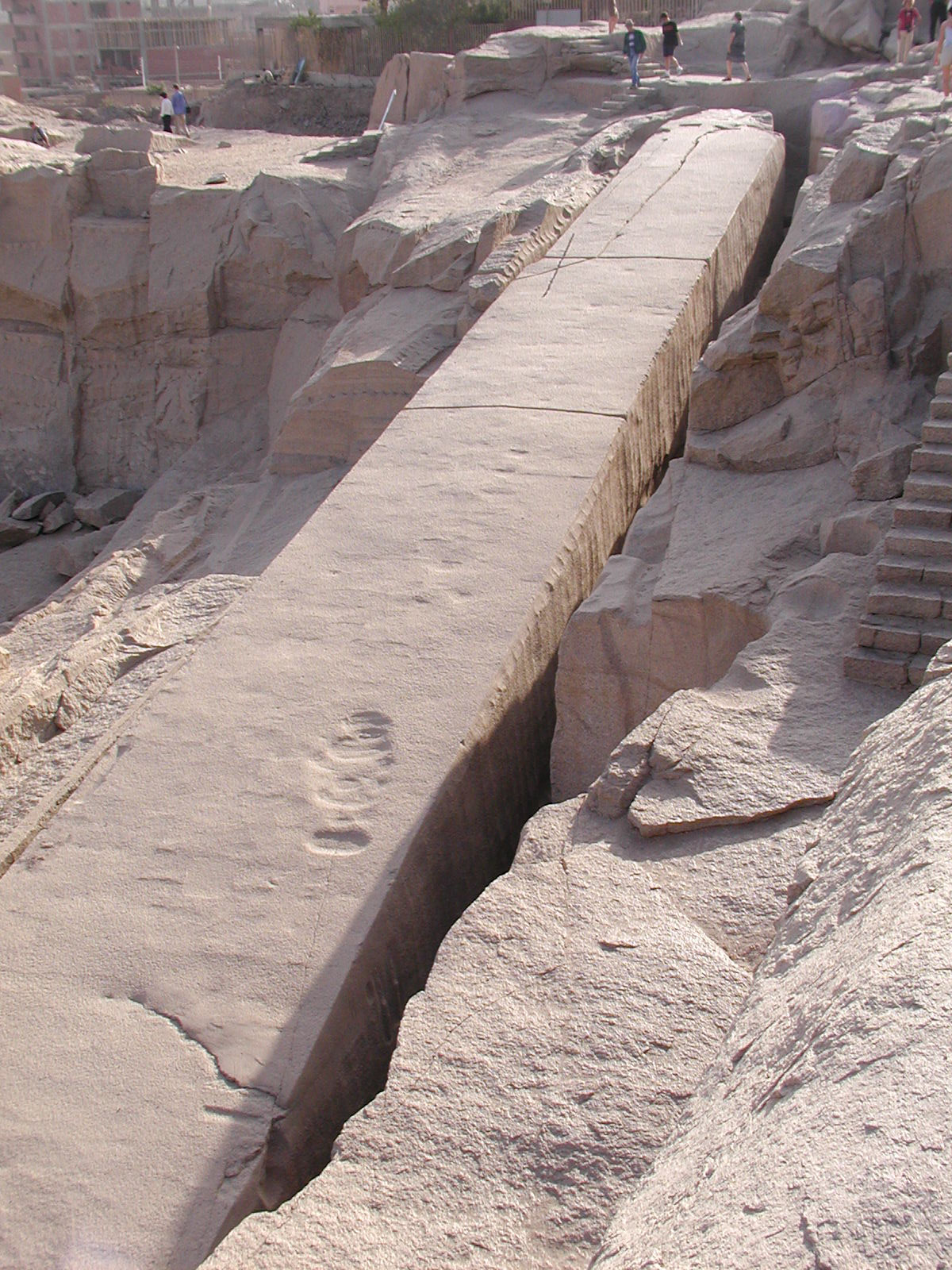
Obelisco inacabado. Cantera de Asuán

Las canteras estaban en el desierto, y no se explotaban de forma regular, sino cuando convenía por las obras previstas. En principio, los canteros buscaban las rocas sueltas que se ajustasen por tamaño, aunque también se excavaban galerías en caso necesario. Era un trabajo duro, en el que extraer el bloque deseado, transportarlo, tallar un obelisco y colocarlo en su lugar, podía llevar siete u ocho meses.
El método era simple: se elegía un bloque del tamaño necesario (si ya estaba desprendido, mejor), bloque que se lanzaba cuesta abajo hasta que a un capataz, Mery, se le ocurrió hacer caminos en pendiente para que se deslizaran en una especie de trineos. En caso necesario, también perforaban la roca y practicaban galerías.
El trabajo era duro y poco considerado, estaba en lo más bajo de la escala artesanal, siendo muchos de los canteros prisioneros de guerra.

Los mineros tenían un trabajo todavía peor. Para extraer el mineral, calentaban la roca y luego la golpeaban siguiendo el filón. Los fragmentos se sacaban de las galerías de la mina para lavarlos y transportarlos luego a su destino. Habida cuenta de que las minas estaban en el desierto y que casi todos los mineros eran cautivos de guerra, el maltrato y la escasez de agua hacían estragos entre ellos.

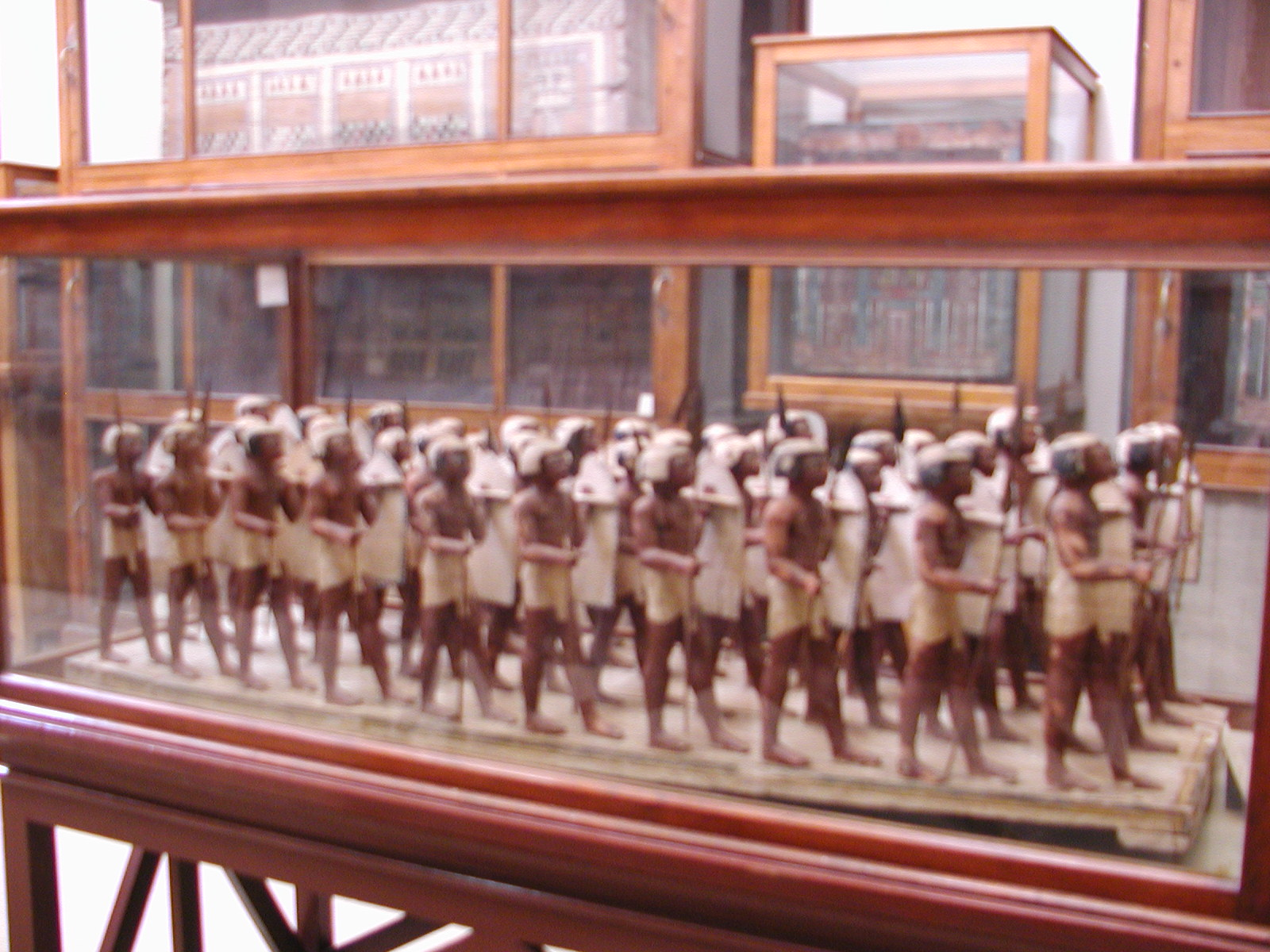
Infantería egipcia.

### Soldados
Dado el apacible aislamiento de la sociedad y el temperamento de la población, moldeado por el aparato religioso y administrativo del [Estado], los ciudadanos estaban poco dispuestos a enrolarse.
Ingresar en la tropa era signo de baja extracción social y sólo los más depauperados lo hacían, por lo que la mayoría estaba formada por extranjeros. 
Poco se sabe de la vida o de la actuación de las tropas, ya que todos los relatos se centran en exaltar la gloria del faraón, como el Poema de Pentaur, que narra la batalla de Kadesh en 1284 a. C. durante el reinado de Ramsés II.

### Médicos
Los llamaban sun-nu, hombre de los que sufren, y aplicaban mezclados los remedios con fórmulas mágicas para pedir a los dioses que hiciesen efecto. Nos han llegado multitud de recetas en distintos papiros (de Ebers, de Chester Beatry, de Hearst...) y en las tumbas de algunos médicos. Otros procedimientos eran la cirugía o el internar al enfermo grave en unos establecimientos adyacentes a los templos, para que los dioses le tuvieran cerca.
Como el cuerpo era necesario en la otra vida, llegaron a poner prótesis en el cadáver de aquellos a quienes les faltaba algún miembro.
El afán regulador de la administración intervino también en el cuerpo médico, convirtiéndolos en funcionarios, lo que les garantizaba unos ingresos mínimos fijos aparte de los que consiguieran por su cuenta, y un escalafón que culminaba con título de "Jefe de los Médicos del Alto y Bajo Egipto", el máximo de la profesión.

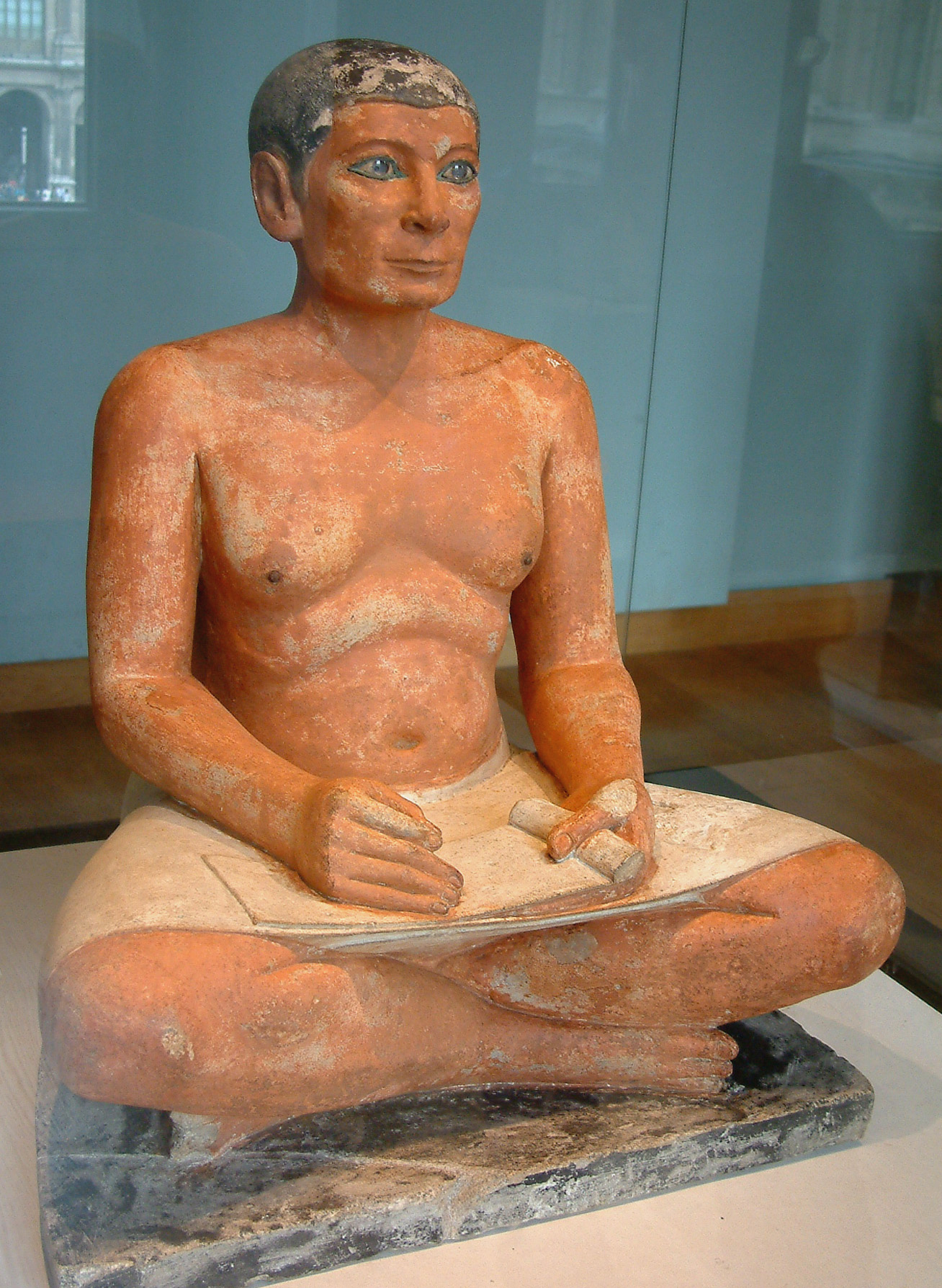
Escriba

### Escribas
Los sacerdotes administraban la vida religiosa, tan importante o más que los asuntos terrenales, de los cuales se ocupaban los escribas. Entre ambos formaban la élite dirigente.
En la "Sátira de los oficios" (un escrito de la dinastía XII también llamado ‘’Enseñanzas de Jeti’’ porque se usaba como material de trabajo en las escuelas), se desvelan dos características del trabajo del escriba: su comodidad y su condición de funcionario del Estado. Respetado y adulado por todos, podía ascender fácilmente por la escala social desde que terminaba sus estudios en la ‘’Casa de la Vida’’.
Lo más importante era el hecho de que constituía la base del funcionariado, sin cuyo concurso se habría paralizado la administración. Sus múltiples funciones abarcaban levantar actas de juicios, anotar las entradas y salidas de los almacenes, vigilar el cobro de los impuestos, redactar cartas y contratos a los particulares, escribir las leyes dictadas por el faraón… Representaban el alma del Antiguo Egipto: podemos imaginarlo sin soldados, pero no sin pirámides, sin templos o sin jeroglíficos. Formaban, junto con la aristocracia y los sacerdotes, la clase social más alta, y conseguían riqueza y poder fácilmente.

### Sacerdotes
En cuanto a los sacerdotes, eran delegados del faraón, verdadero dios viviente, que debía realizar todas las ofrendas, procesiones y ceremonias necesarias para mantener el orden universal, ‘’maat’’, porque sólo sus oraciones y ofrendas eran eficaces. Es por eso por lo que en los templos se le representaba realizando las distintas ceremonias, rituales que renovaban los sacerdotes elegidos por él y en su nombre. Al igual que el aparato del estado requería innumerables funcionarios, así los templos cobijaban una ingente multitud de servidores: además de los muchos sacerdotes, había escribas, médicos, artesanos, campesinos de la ‘’tierra sagrada’’, auxiliares, bailarinas y músicos.
Entre los sacerdotes, había lectores, puros, profetas, culminando en la figura de Sumo Sacerdote de Amón, escogido personalmente por el rey entre sus leales aunque no perteneciera a la jerarquía sacerdotal. Ostentaba títulos como “Jefe de los secretos del cielo” o “Jefe de los sacerdotes de todos los dioses” y su poder político era grande.
Los sacerdotes podían casarse y llevar la vida de cualquier ciudadano rico, con la salvedad de vestir sólo de blanco y depilarse cada dos días, incluyendo cejas y pestañas, y abstenerse de relaciones sexuales durante los periodos de culto: un mes de cada cuatro. Debían someterse a una escrupulosa limpieza antes de comenzar cualquier ritual.

### Faraón
Era la figura clave alrededor de la cual giraba la sociedad. La institución, creada directamente por los dioses, se mantuvo inalterada durante los tres milenios que duró la civilización egipcia. Y era un dios para ellos

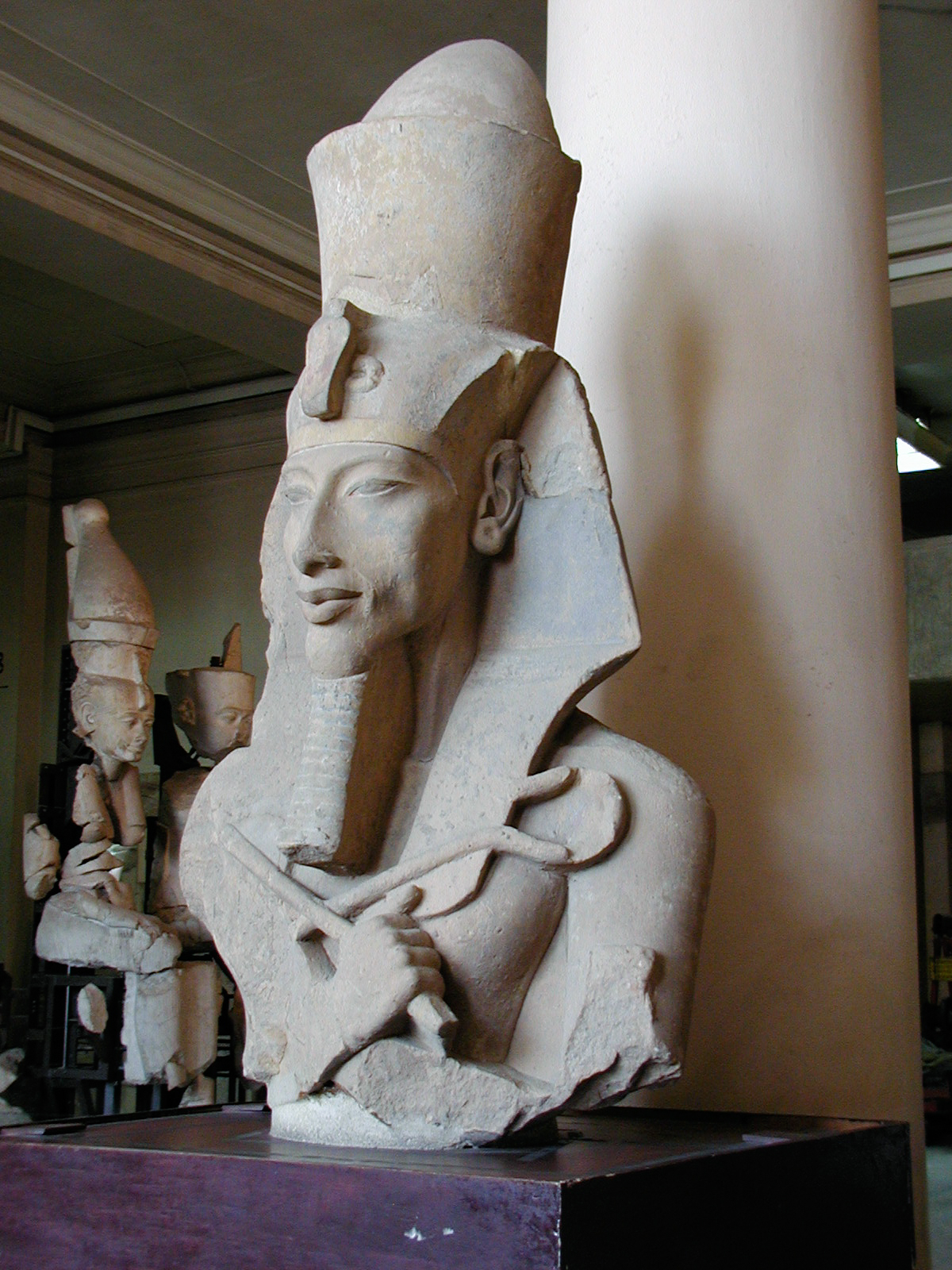
Ajenatón con la corona Doble, el mayal y el cayado

Dueño de un poder absoluto, Horus vivo, sostenía la maat, el orden cósmico.
No se puede afirmar que existiera un derecho dinástico, aunque se suponía que la divinidad se transmitía por las mujeres de la casa real: por eso los reyes se casaban con sus hermanas e incluso con sus hijas, transmisoras del derecho, y aseguraban al heredero nombrándole corregente. Cuando se nombraba heredero a un hijo de las esposas secundarias o se usurpaba la corona, siempre era “voluntad divina”. El hecho de ser las mujeres transmisoras de la divinidad, hizo que, si bien el faraón recibía princesas de otros reinos en virtud de algún tratado, éstas no eran más que esposas secundarias y no se entregaba a otra de la casa real en correspondencia. 
La ceremonia de la coronación se realizaba en Menfis, primera capital del reino unido, y comenzaba ascendiendo al heredero al rango de dios, entregándole las insignias del cayado y el látigo, atributos del poder. Luego, tocado primero con la corona blanca del Alto Egipto, después con la roja del Bajo Egipto, y finalmente con una combinación de ambas, se sentaba en el trono hecho con papiros (símbolo del norte) y lotos (símbolo del sur).
En su vida oficial, dios e hijo de dioses, debía ejercer el culto y controlar todos los detalles del gobierno, nombrando personalmente sacerdotes y funcionarios de alto rango, y viviendo en medio de una rígida etiqueta y con unas obligaciones asfixiantes.  
En un plano más íntimo, tenía momentos de ocio, como se representa en numerosas pinturas: cazando, pescando o paseando por los jardines del palacio. Por supuesto, también tenía bufones, amigos, músicos y bailarinas a su disposición. El faraón mantenía varias esposas, entre las que se encontraba la oficial, que adquiría el rango de reina. Tanto ella como su madre poseían un alto rango, e incluso podían ser regentes.
El harén real era llamado Casa Jeneret, tenía su propia administración, bajo las órdenes de la reina, y constituía una zona independiente del palacio. En él vivían las esposas y concubinas, sus hijos, familiares y también hijos de altos funcionarios. No era un lugar cerrado y prohibido, y en algunas épocas se convirtió en un nido de intrigas.